# アーサー・ピアンタドシ
アーサー・ピアンタドシ（Arthur Piantadosi, 1916年11月4日 - 1994年2月23日）は、アメリカ合衆国の音響技術者である。ロバート・レッドフォード監督の映画『大統領の陰謀』（1976年）によりアカデミー賞録音賞を受賞している。また『キャバレー』により英国アカデミー賞音響賞も受賞している。
彼はワーナー・ブラザース、20世紀フォックス、コロンビア ピクチャーズ、リパブリック・ピクチャーズ、ユニバーサル・スタジオで音楽ミキサーとして働いた。第二次世界大戦中はOSSのジョン・フォードの班で働いた。

## 受賞とノミネート
| 賞               | 年   | 部門   | 作品名                            | 結果       |
| ---------------- | ---- | ------ | --------------------------------- | ---------- |
| アカデミー賞     | 1969 | 録音賞 | 宇宙からの脱出                    | ノミネート |
| アカデミー賞     | 1972 | 録音賞 | バタフライはフリー                | ノミネート |
| アカデミー賞     | 1975 | 録音賞 | 弾丸を噛め                        | ノミネート |
| アカデミー賞     | 1976 | 録音賞 | 大統領の陰謀                      | 受賞       |
| アカデミー賞     | 1979 | 録音賞 | 出逢い                            | ノミネート |
| アカデミー賞     | 1980 | 録音賞 | アルタード・ステーツ/未知への挑戦 | ノミネート |
| アカデミー賞     | 1982 | 録音賞 | トッツィー                        | ノミネート |
| 英国アカデミー賞 | 1972 | 音響賞 | キャバレー                        | 受賞       |
| 英国アカデミー賞 | 1976 | 音響賞 | 大統領の陰謀                      | ノミネート |